# Han van Meegeren
Han van Meegeren, właściwie Henricus Anthonius van Meegeren (ur. 10 października 1889 w Deventer, zm. 30 grudnia 1947 w Amsterdamie) – holenderski malarz, który zyskał rozgłos jako fałszerz obrazów. Dzieła holenderskich mistrzów XVII wieku (przede wszystkim Jana Vermeera) fałszował w sposób tak doskonały, że wybitni znawcy uznali je za oryginały.
Od dzieciństwa zamiłowanie do sztuki zwalczał w Van Meegerenie jego surowy ojciec. Już w młodym wieku Van Meegeren żywił przekonanie o wyższości malarstwa dawnych mistrzów nad sztuką współczesną. Po początkowych sukcesach artystycznych malarz został skrytykowany i uznany za zdolnego jedynie do kopiowania i naśladowania, a nie tworzenia oryginalnych dzieł. Van Meegeren, przekonany, że krytycy zniszczyli jego karierę, postanowił w akcie zemsty sfałszować dzieła jednego z najwybitniejszych holenderskich malarzy XVII wieku – Jana Vermeera. Po kilkuletnich przygotowaniach i próbach, pierwsze dzieło, które zdecydował się sprzedać (Uczniowie w Emaus), zostało uznane przez ówczesny autorytet – Abrahama Brediusa – za oryginał i sprzedane jednemu z muzeów. Po pierwszej udanej sprzedaży falsyfikatu Van Meegeren stworzył jeszcze kilka płócien uważanych za oryginały. Łącznie udało mu się sprzedać co najmniej sześć rzekomych dzieł Vermeera i dwa Pietera de Hoocha. Namalował też parę obrazów (Vermeera, Fransa Halsa i Gerarda ter Borcha), których nie sprzedał, a które podrobił w ramach eksperymentów.
Jeden z jego falsyfikatów, Chrystus i jawnogrzesznica, trafił do kolekcji Hermanna Göringa. Po II wojnie światowej obraz odnaleziono i dotarto do Van Meegerena, którego oskarżono o kolaborację z wrogiem. Nie przypuszczano jednak, że Chrystus i jawnogrzesznica oraz inne płótna są fałszywe. Prawdę tę wyjawił sam fałszerz, by uniknąć wieloletniego więzienia. Wyznanie Van Meegerena wywołało sensację, ale nie dawano mu wiary. Jego procesem emocjonowały się międzynarodowe media i opinia publiczna. Dopiero badania chemiczne i namalowanie na prośbę sądu przez Van Meegerena „nowego” dzieła Vermeera doprowadziło do uznania go w 1947 za winnego fałszerstwa i skazania na rok więzienia. Malarz zmarł w tym samym roku. Po jego śmierci pojawiały się głosy wątpiące w autorstwo Van Meegerena i uważające obrazy Van Meegerena za oryginały Vermeera. Analizy naukowe przeczą jednak takiemu stanowisku.

## Dzieciństwo

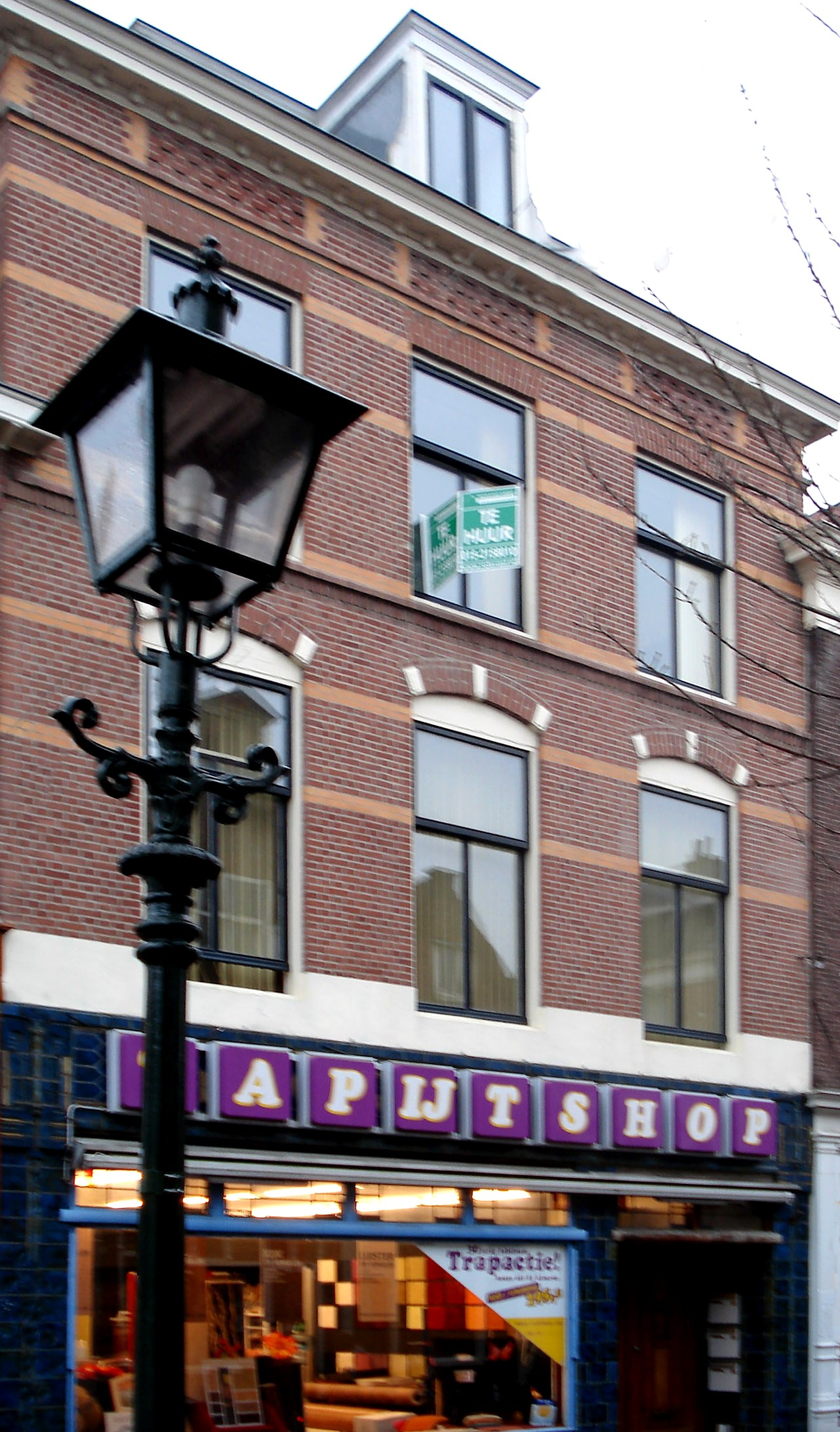
Kamienica przy Choorstraat 51 w Delfcie, w której mieszkał Van Meegeren podczas studiów w latach 1907–1912

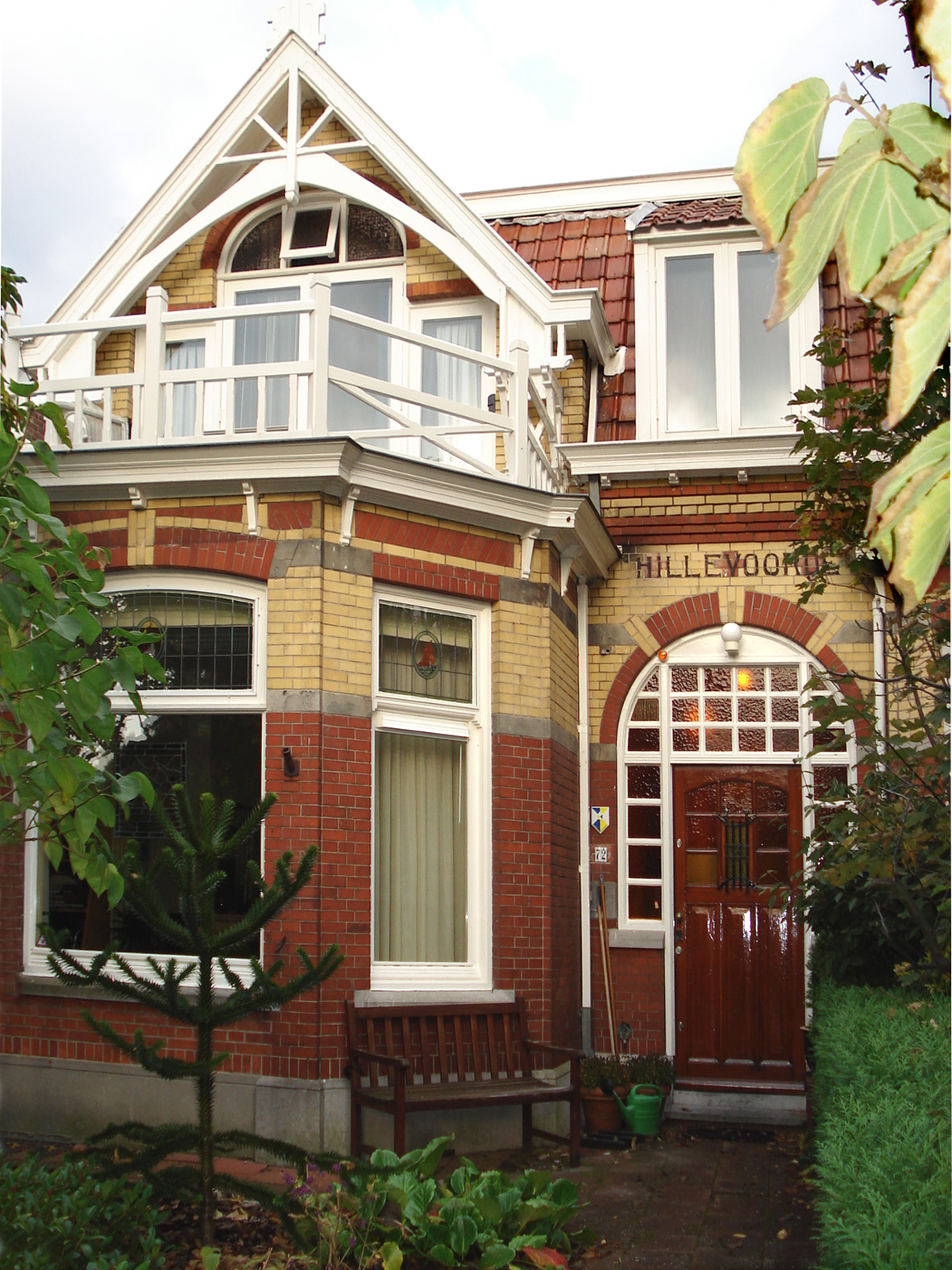
Dom w Rijswijk, w którym w 1913 roku malarz zamieszkał z żoną Anną

Han van Meegeren urodził się w katolickiej rodzinie jako trzecie z pięciorga dzieci. Był synem Hendrikusa Johannesa van Meegerena, nauczyciela i autora podręczników, oraz Augusty Louisy Henrietty Camps, o 15 lat młodszej od swojego męża. Han od dzieciństwa odczuwał zamiłowanie do sztuki i przejawiał talenty plastyczne, co było bardzo surowo zwalczane przez jego ojca, który miał w zwyczaju niszczyć prace syna.
Duży wpływ na młodego Van Meegerena wywarł jego nauczyciel z liceum, malarz Bartus Korteling (1853–1930). To on wpoił Van Meegerenowi przekonanie o wyższości sztuki holenderskiej XVII wieku nad współczesną – impresjonizmem i postimpresjonizmem.
W 1907 Han van Meegeren wstąpił na Uniwersytet Techniczny w Delfcie, rodzinnym mieście Vermeera, by studiować architekturę. Wybór kierunku studiów stanowił ustępstwo Hana wobec woli ojca, niechętnie patrzącego na pasje syna, a jednocześnie pozostawał w związku z zainteresowaniami plastycznymi Van Meegerena-juniora. Van Meegeren nie był jednak gorliwym studentem; większość czasu spędzał na malowaniu albo pogłębianiu wiedzy o technikach artystycznych u boku Kortelinga.
W 1911 poznał Annę de Voogt, którą poślubił rok później. Wkrótce po zawarciu małżeństwa para przeniosła się do babki Anny, mieszkającej w Rijswijk, gdzie wkrótce urodził się ich syn Jacques (1912–1977). W tym mniej więcej czasie Han van Meegern nie zdał egzaminów kończących naukę na uniwersytecie i był zmuszony pożyczyć od ojca pieniądze, by móc powtórzyć rok nauki. Zmarł jego starszy brat, Herman.

## Kariera malarska
Złą passę przerwało zwycięstwo Van Meegerena w organizowanym przez jego uczelnię wśród studentów sztuki co pięć lat konkursie na najlepszą pracę. 8 stycznia 1913 Van Meegeren otrzymał w nagrodę za zajęcie pierwszego miejsca złoty medal za akwarelę przedstawiającą w XVII-wiecznej manierze wnętrze kościoła św. Wawrzyńca (Laurenskerk) w Rotterdamie. Obraz bardzo przypadł do gustu jury, które wysoko ceniło sobie dawną sztukę. Sytuacja materialna artysty była tak zła, że wygrany złoty medal był zmuszony zastawić w lombardzie. Jednak dzięki wyróżnieniu mógł sprzedać nagrodzoną pracę za sporą sumę. Jeszcze jednym efektem sukcesu Van Meegerena było zainteresowanie jego twórczością; on sam nazwany został nadzieją sztuki holenderskiej. Malarz zrezygnował z dalszego kształcenia na uniwersytecie, nawet nie podchodząc do egzaminów. Zgłosił się natomiast na akademię sztuk pięknych w Hadze; dyplom tej uczelni otrzymał w 1914. Akademia zaproponowała mu pracę w charakterze wykładowcy, pracę, która ze względów finansowych byłaby dla Van Meegerena korzystna. On jednak odmówił, woląc zachować niezależność i możność tworzenia. W 1915 urodziła się jego córka – Pauline (Inez). Sytuacja materialna Van Meegerenów była zła; malarz postanowił namalować kopię obrazu z Laurenskerk, za który wcześniej uzyskał wysoką cenę, i sprzedać go jako oryginał. Żona Anna, wiedząc, co zamierza, zmusiła go do wyznania prawdy kupcowi, który ostatecznie za obraz zapłacił mniej, niż oczekiwał Van Meegeren.
W tym okresie malarz po raz pierwszy wystawił swoje prace – w galerii w Hadze. W 1916 miała miejsce pierwsza wystawa indywidualna, w Delfcie, zorganizowana dzięki zaangażowaniu jego żony. Wystawione na niej obrazy i rysunki o rozmaitej tematyce (wiejskie pejzaże, kościoły, dzieci i żona artysty...) zyskały pozytywną opinię krytyków i zostały sprzedane. Jeszcze tego samego dnia odwiedził go ceniony krytyk, Carel de Boer, z żoną Johanną (Jo) Oerlemans, sławną aktorką. De Boerowi obrazy przypadły do gustu – przeprowadził z Van Meegerenem wywiad, który został opublikowany wraz z przychylnym malarzowi artykułem.
Zachęcony sukcesem, Van Meegeren przeniósł się do Hagi, gdzie znacząco polepszyła się jego sytuacja finansowa. Stał się malarzem o wzrastającej renomie, zwłaszcza w środowisku mieszczańskim. Udzielał lekcji. Podczas jednej z nich stworzył rysunek jelenia księżniczki Juliany, który służył za modela w jego pracowni (ilustr.). Rysunek wydał się malarzowi idealny na kartki pocztowe albo kalendarz, jednak wydawca, do którego się zwrócił, był odmiennego zdania. Zmienił je natychmiast, gdy tylko malarz poinformował go, iż jest to jeleń księżniczki Juliany. Była to dla Van Meegerena lekcja, jak względne są kryteria estetyczne i oceny.
W 1917 Jo Oerlemans, po krótkim okresie znajomości, została kochanką Van Meegerena, nie jedyną zresztą. Był to jednak najbardziej trwały związek w jego życiu, uwieńczony ślubem w 1929, gdyż z żoną Anną rozwiódł się w 1923.
Druga wystawa indywidualna (1921) również odniosła sukces. Wystawione dzieła utrzymane były w tym samym, tradycyjnym stylu, który Van Meegeren cenił najwyżej, pogardzając rodzącymi się wokół nowymi prądami i ruchami artystycznymi. Powodzenie malarza okazało się jednak nietrwałe – do trudnego charakteru dołączyło nadużywanie alkoholu i innych używek oraz coraz bardziej ekscentryczny, rozwiązły i rozrzutny styl życia. Z braku pieniędzy wykonywał dzieła o charakterze czysto zarobkowym, co nie sprzyjało przychylności krytyków. Stracił uczniów. Zdecydował się wykonywać portrety, które podobały się odbiorcom i pochlebiały ich gustom. W tym czasie poznał dziennikarza Jana Ubinka i malarza Theo van Wijngaardena, którzy podzielali zamiłowanie Van Meegerena do sztuki dawnej. Drugi z nich w latach 1925–1926 namalował dwa fałszywe „Vermeery”, uznane za oryginały przez znawcę, Abrahama Brediusa. Kupił je amerykański milioner, Andrew Mellon. Po jego śmierci trafiły do National Gallery of Art w Waszyngtonie, gdzie w 1970 uznano je za falsyfikaty.
Trzej przyjaciele, połączeni wspólnymi poglądami na sztukę, zaczęli wydawać miesięcznik „De Kemphaan” („Kogut Bojowy”). W czasopiśmie tym bardzo dobitnie wyrażali swoje przekonania. Atakowali artystów i krytyków, którzy w tym okresie coraz bardziej nieprzychylnie oceniali twórczość Van Meegerena: uznawali ją za banalną, sentymentalną i w złym guście. Pismo nie sprzedawało się zbyt dobrze i w efekcie po roku działalności i wydaniu 12 numerów zostało zamknięte.
Theo Van Wijngaarden zajmował się także handlem dziełami sztuki i zaproponował Van Meegerenowi współpracę, mając na względzie jego doświadczenie i wiedzę w zakresie technik dawnych mistrzów; Van Meegeren zajął się restauracją dzieł. W 1928 Van Wijngaarden natrafił na obraz, który uznał za autentyczne dzieło Fransa Halsa. Po odczyszczeniu i konserwacji, dokonanej przez Van Meegerena, Van Wijngaarden przedstawił obraz Hofstede de Grootowi, który także uznał płótno za oryginał; w efekcie zostało ono sprzedane za znaczną kwotę. Już po sprzedaży Abraham Bredius orzekł, że dzieło to jest falsyfikatem, co wywołało gwałtowną wymianę zdań między oboma specjalistami. Ostatecznie przeważyło zdanie Brediusa, uważanego powszechnie za znawcę najwybitniejszego. Van Wijngaarden był zmuszony oddać pieniądze nabywcy. Van Meegeren i Van Wijngaarden byli w związku z tą sytuacją wielce wzburzeni; o ekspertach mieli jak najgorsze zdanie. W ramach zemsty Van Wijngaarden namalował falsyfikat Rembrandta i przedstawił Brediusowi, który uznał dzieło za oryginalne. Ku jego zdumieniu Van Wijngaarden zniszczył cenny obraz na jego oczach.
Były to kolejne dowody dla Van Meegerena, że los artysty zależy tylko od opinii krytyków, którzy nie rozumieją sztuki i wydają sądy zupełnie pozbawione sensu.

## Fałszerstwa

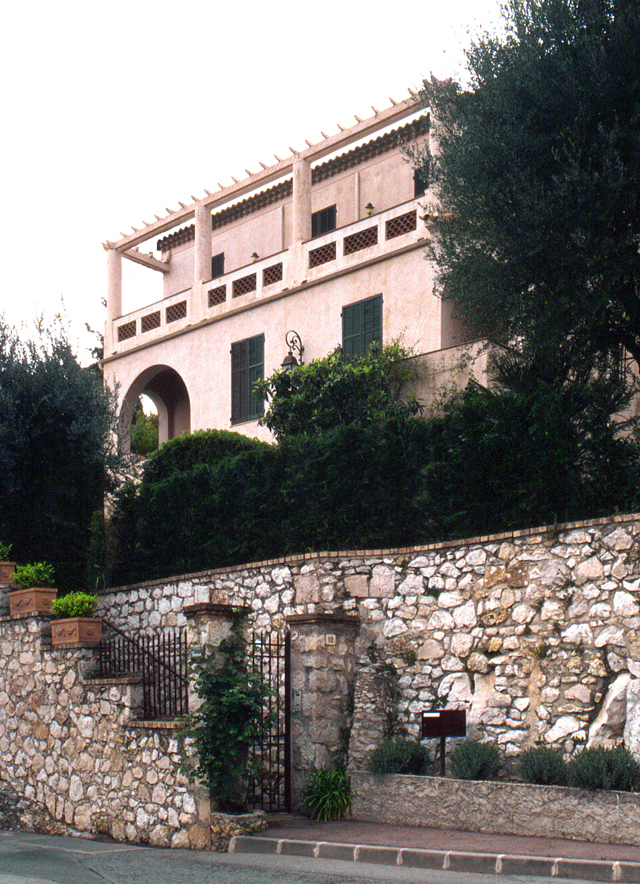
Willa Primavera

W lecie 1932 Van Meegeren z żoną Jo wyjechał do Włoch, jednak awaria samochodu zatrzymała ich przypadkowo w Roquebrune-Cap-Martin, miasteczku na Lazurowym Wybrzeżu. Na miejscu dowiedzieli się o willi „Primavera” i ją wynajęli. Wrócili jeszcze na krótko do Holandii i do „Primavery” ostatecznie przenieśli się w październiku tego samego roku. Wkrótce Van Meegeren zdobył lokalną klientelę, dla której malował portrety utrzymane w tej samej, tradycyjnej manierze, co z jednej strony dostarczało mu środków niezbędnych do utrzymania siebie i żony oraz dwójki dzieci pozostających z pierwszą żoną, a z drugiej – pozwalało na poświęcenie się planowanemu od dawna zamierzeniu: stworzeniu obrazu, który byłby uznany za oryginalne dzieło Jana Vermeera. Stworzenie fałszywego Vermeera miało być rodzajem zemsty na krytykach, którzy nie doceniali jego własnego malarstwa. Było ono bardzo podobne do malarstwa starych holenderskich mistrzów i dlatego twierdzili, że talent Van Meegerena ogranicza się tylko do umiejętności kopiowania. Van Meegeren postanowił udowodnić, że jest w stanie nie tylko kopiować, ale i tworzyć dzieła porównywalne do dzieł mistrzów. Nie chciał skopiować żadnego z istniejących dzieł, ale namalować zupełnie nowe. Planował przedstawić znawcom obraz i gdy zostanie powszechnie uznany za oryginał, ujawnić swoje autorstwo. W ten sposób pokazałby swoją wielkość i zdemaskował niekompetentnych badaczy.
Wybór malarza, którego zamierzał sfałszować, nie był przypadkowy. Vermeer był reprezentantem tego malarstwa, które Van Meegeren cenił najbardziej, dla którego żywił cześć i które przedkładał nad współczesne. Równocześnie Vermeer był malarzem uważanym za jednego z najwybitniejszych w historii, co oznaczało także, że jego płótna osiągały zawrotne ceny. Co więcej, biografia malarza znana była bardzo wybiórczo i wiele jej fragmentów pozostawało nieznanych. W efekcie atrybucje wielu dzieł, przypisywanych Vermeerowi, były niepewne, podobnie jak ich datowanie.
Stworzenie dzieła, które miało być uznane za XVII-wieczny oryginał, wymagało od Van Meegerena pokonania wielu problemów natury technicznej. Zajęło mu to kilka lat, które poświęcił na zgłębianie technik dawnych mistrzów. Przede wszystkim musiał wymyślić sposób na wysuszenie dzieła tak, aby powstały na nim krakelury: farby olejne schną latami i podczas tego procesu zmniejszają swoją objętość, tworząc na powierzchni sieć drobnych pęknięć. W tym celu skonstruował w piwnicy willi specjalny piec elektryczny, w którym zamierzał wysuszyć płótno. Okazało się jednak, że obrazy zmieniały kolory albo na ich powierzchni pojawiały się małe przypalenia. Zaczął więc eksperymentować z farbami, do których dodał fenol i formaldehyd i przeprowadzał testy tak długo, aż uzyskał zadowalające rezultaty. Musiał nauczyć się wyrobu takich samych farb, jakich używał Vermeer, co oznaczało, że musiał przygotowywać je ręcznie, na bazie pigmentów naturalnych, a nie syntetycznych, powszechnie używanych w XX wieku. Aby otrzymać niebieski, najważniejszy w palecie Vermeera, musiał zdobyć lapis-lazuli, niezwykle drogi i trudno dostępny kamień. Żółty uzyskiwał na bazie tzw. masykotu (tlenku ołowiu(II)), zielony – poprzez wymieszanie niebieskiego z żółtym, czarny z węgla drzewnego, biały z bieli ołowianej, a czerwony z cynobru lub na bazie koszenili. Do malowania Van Meegeren używał oryginalnych XVII-wiecznych płócien, pokrytych malowidłami. Zdecydował nie usuwać zupełnie farby, gdyż mogło to uszkodzić płótno, a wykrycie promieniami Rentgena innego obrazu pod jego dziełem nie niosło ze sobą większego ryzyka (zamalowany obraz odkryto pod warstwą farb choćby na obrazie Dziewczyna w czerwonym kapeluszu Vermeera). Ostatecznie, dzięki licznym eksperymentom i wykorzystaniu różnych substancji, Van Meegeren nauczył się, jak stworzyć dzieło mogące uchodzić za XVII-wieczny autentyk. Zakupił także różne przedmioty, które następnie przedstawił na malowanych przez siebie płótnach: puchar z Ostatniej wieczerzy czy cynowy talerz z Uczniów w Emaus.
Zanim przystąpił do namalowania właściwego obrazu, stworzył płótna, których nie zdecydował się sprzedać: Pijącą kobietę (w stylu Fransa Halsa), Portret mężczyzny (ter Borch), Kobietę czytającą nuty i Muzykującą kobietę (Vermeer). Obok tych dzieł stworzył jeszcze innego fałszywego Vermeera: Kobietę i mężczyznę przy szpinecie. Według niektórych źródeł obraz ten miał powstać jako pierwszy – jeszcze przed przyjazdem Van Meegerena do Roquebrune i zostać sprzedany w 1932 za 40 tysięcy guldenów niejakiemu Tersteegowi. W tym samym roku Bredius opisał go jako autentyk w „Burlington Magazine”. Jednak pierwszy Vermeer namalowany przez Van Meegerena jest fałszerstwem mechanicznym i zwielokrotnionym: mozaiką łatwo rozpoznawalnych cytatów z malarstwa mistrza [...]. Van Meegeren, tworząc ten obraz, wyraźnie inspirował się innymi jego dziełami – postać mężczyzny zaczerpnął z Kielicha wina, kobietę z Kobiety i dwóch mężczyzn, draperie i kadr z Alegorii wiary, a lutnię z Listu miłosnego.
Także dwa inne rzekome Vermeery, wymienione powyżej (Kobieta czytająca nuty i Muzykująca kobieta) były bardzo podobne do dzieł z dorobku Vermeera, utrzymane były w tej samej tematyce i podobnie skomponowane. Odpowiadały powszechnemu wyobrażeniu o œuvre Vermeera, na które składały się głównie obrazy rodzajowe, przedstawiające kobiety. Nie nosiły zatem żadnych znamion oryginalności czy inwencji, nie mogły zaskoczyć badaczy. Zapewne Van Meegeren bez problemu mógł sprzedać te dwa falsyfikaty, on jednak chciał stworzyć Vermeera niezwykłego, którym wzbudziłby zainteresowanie ekspertów. Vermeerowi przypisywano dwa nietypowe dzieła, które uważano za jego najwcześniejsze dzieła: Toaletę Diany i Chrystusa w domu Marii i Marty. Na podstawie tego ostatniego Abraham Bredius stworzył hipotezę, zgodnie z którą młody Vermeer miał odbyć podróż do Włoch, a następnie namalować kilka religijnych płócien, z których przetrwało tylko jedno. Van Meegeren postanowił stworzyć zatem taki obraz, który potwierdziłby to przekonanie Brediusa i innych historyków sztuki, a którego, ze względu na jego nietypowość, nikt nie podejrzewałby o bycie falsyfikatem.

### Uczniowie w Emaus

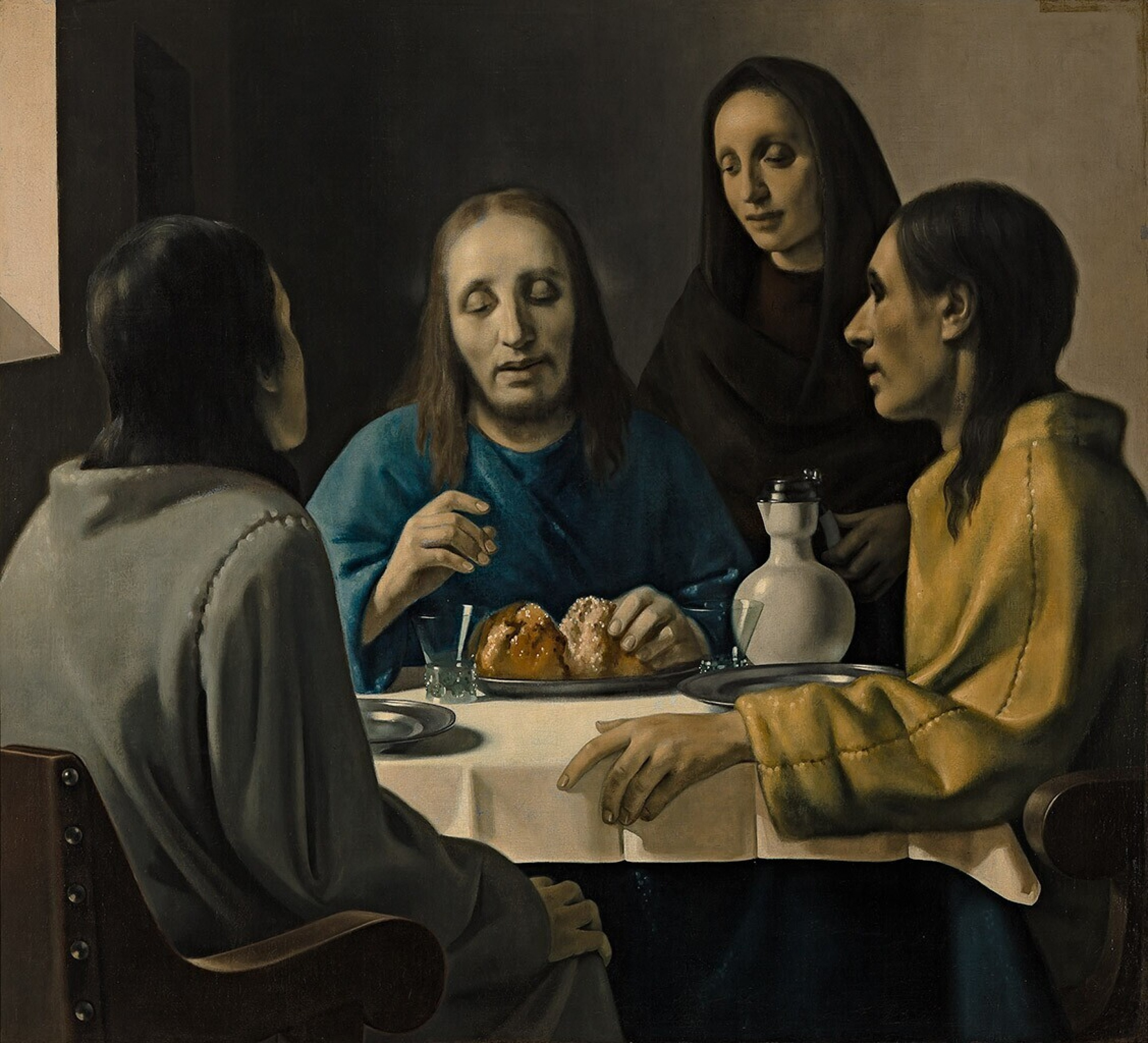
Uczniowie w Emaus

Pracę nad tym dziełem, znanym też jako Chrystus w Emaus, rozpoczął w 1936, wkrótce po powrocie z wakacji w Berlinie, gdzie w tym czasie odbywała się letnia olimpiada. Zakupił XVII-wieczny obraz niezidentyfikowanego malarza, przedstawiający wskrzeszenie Łazarza, który wykorzystał, po przeprowadzeniu dodatkowych zabiegów, jako podobrazie. Van Meegeren zamierzał ukazać wspólną wieczerzę Chrystusa i dwóch uczniów, która wielokrotnie wcześniej była malowana przez innych artystów. Historia uczniów, zdążających do Emaus, została opisana w Biblii tylko w Ewangelii według Łukasza (Łk 24, 13-32):
Tak przybliżyli się do wsi, do której zdążali, a On okazywał, jakoby miał iść dalej. Lecz przymusili Go, mówiąc: «Zostań z nami, gdyż ma się ku wieczorowi i dzień się już nachylił». Wszedł więc, aby zostać z nimi. Gdy zajął z nimi miejsce u stołu, wziął chleb, odmówił błogosławieństwo, połamał go i dawał im. Wtedy oczy im się otworzyły i poznali Go, lecz On zniknął im z oczu.
Na swoim płótnie Van Meegeren ukazał wnętrze prostego pomieszczenia z oknem z lewej strony. W izbie stoi stół, nakryty białym obrusem; na nim leży chleb i naczynia. Za stołem, w części centralnej, siedzi Jezus ze spuszczonym wzrokiem i podnosi rękę do błogosławieństwa. Z prawej znajduje się jeden z uczniów, ukazany z profilu, drugi siedzi po stronie lewej, tyłem do widza. Za plecami Chrystusa stoi służąca.
Van Meegeren zamierzał przedstawić obraz Brediusowi, ponieważ jednak nie chciał tego robić osobiście, na pośrednika wybrał swojego znajomego – G.A. Boona, członka parlamentu, prokuratora i miłośnika sztuki. Opowiedział mu wymyśloną przez siebie skomplikowaną historię o pochodzeniu obrazu: miał go dostać od pani Mavroeke, swojej przyjaciółki, która była spadkobierczynią pewnego bogatego rodu i poprosiła Van Meegerena o sprzedanie kilku płócien z rodzinnej kolekcji, znajdującej się wówczas we Włoszech. 30 sierpnia 1937 Boon, przekonany o prawdziwości opowieści Van Meegerena i zdecydowany na wydostanie dzieła z faszystowskiego kraju, napisał do Brediusa list z prośbą o spotkanie. Boon zawiózł obraz Brediusowi, przebywającemu wówczas w Monako i pozostawił na dwa dni do zbadania. Bredius bez wątpliwości uznał Uczniów w Emaus za oryginał i poprosił o możliwość sfotografowania obrazu. Z tyłu zdjęcia umieścił entuzjastyczny opis. Pod koniec września 1937 Boon zawiózł płótno do Paryża, gdzie zostało poddane ekspertyzie przez zaufaną osobę Josepha Duveena, jednego z najbardziej znaczących handlarzy dziełami sztuki w historii. Uznał obraz za słaby falsyfikat, jednak jego opinia szybko została zapomniana wobec powszechnego entuzjazmu. W „Burlington Magazine” Abraham Bredius zamieścił artykuł Nowy Vermeer (A New Vermeer), opisujący to odkrycie:
To wspaniały moment w życiu miłośnika sztuki, kiedy nagle znajduje się przed dotychczas nieznanym dziełem wielkiego mistrza, nietkniętym, na oryginalnym płótnie i bez jakichkolwiek napraw, tak, jakby dopiero co opuściło pracownię malarza! Ale cóż za obraz! Ani piękna sygnatura „I. V. Meer” (I. V. M. w monogramie) ani pointillé w chlebie błogosławionym przez Chrystusa, nie są potrzebne, aby przekonać nas, że mamy tutaj – jestem skłonny powiedzieć – arcydzieło Jana Vermeera van Delft, i co więcej, jedną z jego największych prac (1,29 na 1,17 m), nieco inną od wszystkich jego obrazów, ale w każdym calu Vermeera.
Opinia powszechnie cenionego Brediusa spowodowała, że nikt nie kwestionował autentyczności Uczniów w Emaus. Zakupem obrazu zainteresował się Dirk Hannema, dyrektor Boymans Museum; ostatecznie, dzięki pośrednictwu Boona i marszanda D.A. Hoogendijka, płótno zostało zakupione za 520 000 guldenów przez kilku nabywców (Van der Worma, Rembrandt Society i innych – których wkład finansowy był mniejszy – m.in. Brediusa), którzy następnie przekazali je na własność muzeum. W 1938 została tam zorganizowana wystawa Meesterwerken uit vier eeuwen 1400–1800 z okazji jubileuszu królowej Wilhelminy, której najważniejszym eksponatem był obraz Uczniowie w Emaus. Nikt nie wyrażał najmniejszych wątpliwości co do oryginalności dzieła, wręcz przeciwnie – było ono powszechnie podziwiane. Miesięcznik „Pantheon” pisał, że ...zapewne nigdy żadne dzieło sztuki nie zdobyło nigdy w tak krótkim czasie tak powszechnego rozgłosu, a „Zeitschrift für Konstgeschichte” uznało „Uczniów w Emaus” za duchowe centrum wystawy, mimo że znajdowały się tu również znakomite dzieła Rembrandta, Halsa i Grünewalda.
Tymczasem Van Meegeren, który nagle stał się bogaty, zaczął w rozrzutny sposób wydawać pieniądze. Ten nagły ich przypływ tłumaczył znajomym wygraną na loterii, a żonie w sekrecie wyjaśnił, że przypadkowo natrafił na Uczniów w Emaus, których sprzedał z zyskiem.

### Dalsze fałszerstwa
W latach 1938–1939 Van Meegeren namalował dwa falsyfikaty Pietera de Hoocha: Wnętrze z pijącymi i Grających w karty. W sprzedaży pierwszego z nich pośredniczył Boon, który zwrócił się do Pietera de Boera, a ten Hoocha sprzedał w 1939 kolekcjonerowi Danielowi George’owi van Beuningenowi. Tymczasem (w lipcu 1938) Van Meegeren i Jo opuścili „Primaverę” i wyjechali do Nicei, gdzie kupili willę „Estate”. W lipcu 1939 fałszerz napisał list do Boona, w którym doniósł mu o kolejnym dziele Vermeera, Ostatniej wieczerzy, mającym pochodzić z tej samej kolekcji, co poprzednie. W tym samym roku wraz z żoną wyjechał do Holandii, by śledzić dalsze losy Ostatniej wieczerzy, jednak z powodu wybuchu II wojny światowej ich powrót do Francji nie był możliwy. Postanowili więc zaczekać do końca wojny w Holandii i w 1940 kupili dom w Laren. Van Meegeren namalował kolejnego Vermeera: Głowę Chrystusa i do pośredniczenia w jej sprzedaży zaangażował Rensa Strijbisa (Boon musiał wyjechać z Europy), który nie znał się na sztuce i nigdy nią nie handlował. Zgodnie z sugestią Van Meegerena, Strijbis zwrócił się do Hoogendijka, który dzieło zaproponował Van Beuningenowi, nabywcy jednego z fałszywych płócien Hoocha. Głowa została uznana za szkic do jakiegoś zaginionego dzieła Vermeera. Kilka miesięcy później Strijbis ponownie udał się do Hoogendijka, tym razem z obrazem, do którego Głowa miała być szkicem – Ostatnią wieczerzą, a ten ponownie kupno zaproponował Van Beuningenowi. Van Beuningen nie był w stanie zapłacić za obraz w gotówce (1 600 000 guldenów), więc należność uregulował, oddając część swojej kolekcji, w tym nabytą niewiele wcześniej Głowę Chrystusa. Znów po kilku miesiącach Strijbis odwiedził Hoogendijka, oferując mu Grających w karty. Marszand sprzedał obraz van der Wormowi – temu samemu, który zapłacił znaczną część kwoty za Uczniów w Emaus.
Van Meegeren bardzo wzbogacił się na sprzedaży tych dzieł i wydawał pieniądze bez ograniczeń: zakupił wiele nieruchomości i dzieł sztuki, organizował wystawne przyjęcia, urządził dom z przepychem. Także Strijbis i Hoogendijk dobrze zarobili na pośrednictwie.
W ciągu dwóch kolejnych lat (1941–1942) namalował kolejne trzy Vermeery: Błogosławieństwo Jakuba, Chrystusa i jawnogrzesznicę i Umycie stóp. Pierwszy z nich pod względem technicznym był wykonany perfekcyjnie, natomiast ostatni – bardzo słabo. Błogosławieństwo Jakuba sprzedano ponownie dzięki Strijbisowi i Hoogendijkowi van der Wormowi za 1 270 000 guldenów i była to ich ostatnia wspólna sprzedaż dzieła Van Meegerena. Obraz Chrystus i jawnogrzesznica trafił ostatecznie za pośrednictwem kilku sprzedawców do bogatej kolekcji dzieł sztuki Hermanna Göringa, pomimo sprzeciwu Van Meegerena. Kolekcja ta powstawała od połowy 1940, m.in. przy pomocy Waltera Hofera, tytułującego się odpowiedzialnym za kolekcje dzieł sztuki marszałka Rzeszy, i Alfreda Rosenberga, który konfiskował cenne przedmioty pozostawione przez Żydów. Część zbiorów Göring zakupił od antykwariuszy, nie zawsze legalnie; część pochodziła z Włoch, skąd otrzymał je dzięki przychylności Mussoliniego.
W tym czasie Van Meegeren pracował nad swoim ostatnim fałszerstwem – Umyciem stóp. O przerwaniu procederu malowania falsyfikatów zadecydowała decyzja rządu holenderskiego, który na początku 1943 nakazał wszystkim posiadaczom banknotów o nominale tysiąca guldenów dostarczyć wyjaśnienia dotyczące ich pochodzenia. Van Meegeren, który takich banknotów miał około 1 500, ich posiadanie tłumaczył sprzedażą dzieł sztuki, jednak władze nabrały pewnych podejrzeń i skonfiskowały całą sumę. Umycie stóp uważane jest za najsłabsze dzieło Van Meegerena, zarówno od strony technicznej, jak i estetycznej. Zauważyli to także eksperci, którzy badali je w imieniu nabywcy – rządu holenderskiego, co nie przeszkodziło im jednak w zakupieniu obrazu. W tej sprzedaży pośredniczył Jan Kok, dawny znajomy Van Meegerena, który z propozycją kupna obrazu zwrócił się do De Boera, a ten z kolei do rządu holenderskiego. W sprawie jego zakupu w Rijksmuseum zebrała się wspomniana już grupa najwybitniejszych fachowców, spośród których tylko jeden (Van Regteren Altena) uznał obraz za fałszywy. Pozostali nie zachwycili się jakością i walorami estetycznymi Umycia stóp, ale ponieważ byli przekonani o autentyczności dzieła, za wszelką cenę chcieli uniknąć jego ewentualnego przedostania się do Niemiec i zdecydowali o zakupie.
W 1945 Van Meegeren opuścił Laren i przeniósł się do Amsterdamu, gdzie nabył duży dom przy Keizersgracht 321. Uzależnił się od morfiny, dużo pił, cierpiał na rozstrój nerwowy, spotykał się wieloma kobietami. W efekcie doprowadziło to do rozwodu z Jo.

### Ujawnienie fałszerstw
Fałszerstwa Van Meegerena wyszły na jaw dzięki obrazowi Chrystus i jawnogrzesznica. Był on ukryty w kopalni soli Alt-Aussee w Austrii wraz z innymi dziełami, aż do odnalezienia ich przez wojska alianckie w 1945. Na obrazy te natrafiła 101. dywizja powietrznodesantowa armii amerykańskiej, która między płótnami m.in. van Dycka, Rubensa, Botticellego i Velazqueza odnalazła nowe, nikomu dotąd nieznane dzieło Vermeera – Chrystus i jawnogrzesznica. Allied Art Commission – komisja odpowiedzialna za odnajdowanie ukrytych dzieł, zrabowanych przez hitlerowców, rozpoczęła śledztwo w celu ustalenia osoby, która sprzedała ten obraz wrogowi. Obraz podlegał państwowej ochronie i w ręce Göringa musiał trafić w sposób nielegalny, a ten, kto wywiózł dzieła artysty tej klasy, dopuścił się kolaboracji. Ślady prowadziły do Waltera Hofera, dalej do Aloisa Miedla, Reinstry van Strijvesande i wreszcie do Van Meegerena.
W maju 1945 dwaj oficerowie służby bezpieczeństwa Holandii złożyli wizytę Van Meegerenowi, by wyjaśnić pochodzenie płótna. Ten tłumaczył, że obraz kupił przed wojną od starej rodziny włoskiej i odsprzedał jakiemuś Holendrowi, a Göring kupił go później, bez udziału i wiedzy Van Meegerena. Jednak 29 maja Meegeren został aresztowany i oskarżony o współpracę z wrogiem, za co groziła mu bardzo surowa kara. Stojąc w obliczu możliwości spędzenia w więzieniu reszty życia, Meegeren wybrał drugie rozwiązanie – postanowił przyznać się do fałszerstwa, kara za to bowiem przestępstwo była dużo niższa. 12 czerwca wyznał, że to on jest autorem Chrystusa i jawnogrzesznicy oraz innych rzekomych Vermeerów zakupionych przez Van Beuningena, Boymans Museum i rząd holenderski. „Sprawa Van Meegerena” stała się głośna i przez tygodnie pisały o niej gazety. Szeroko ją komentowano i roztrząsano każdy szczegół, nazywając Meegerena oszustem albo bohaterem narodowym, który oszukał nazistów. Wyznanie Van Meegerena wydawało się jednak organom śledczym tak absurdalne, że uznano je za bajkę, którą opowiedział on, by dostać niższą karę. Po wykonaniu rentgenowskich zdjęć obrazów okazało się jednak, że ślady poprzednich malowideł, ukrytych pod warstwą farby, odpowiadają opisowi Van Meegerena.
W wyniku pojawiających się wątpliwości, organa śledzcze zaproponowały, by w celu potwierdzenia swoich słów namalował kopię Uczniów w Emaus. On natomiast poprosił o umożliwienie mu wyjścia na wolność, żeby pod kontrolą policji, w swojej pracowni, mógł namalować „nowego” Vermeera. Jako temat wybrał młodego Chrystusa, nauczającego w świątyni. Dostarczono mu wszelkich materiałów i po dwóch miesiącach nieustannie śledzonej pracy zaprezentował obraz – Jezusa wśród doktorów (znanego także jako Młody Chrystus lub Uczeni w Piśmie). Choć nie było to arcydzieło, to wystarczyło, żeby udowodnić, że Van Meegeren potrafiłby namalować także inne falsyfikaty. Fałszywe Vermeery i de Hoochy poddano naukowym badaniom. 11 czerwca 1946 minister sprawiedliwości powołał członków specjalnej komisji, mającej przebadać falsyfikaty. Komisji przewodniczył sędzia Wiarda, a w jej skład wchodzili: Coremans, Froentjies i historycy sztuki: Schneider i Van Regteren Altena – ten sam, który jako jedyny uznał Umycie stóp za fałszerstwo – oraz De Wild, który dołączył później. Płótna poddano wielu testom chemicznym, analizom mikrochemicznym, spektrografii, wykonano zdjęcia rentgenowskie, zdjęcia ultrafioletowe i w podczerwieni. Na powierzchni obrazów wykryto fenol i formaldehyd, nieznane aż do XIX wieku. Zauważono także, że powierzchnia płócien była tak twarda, że nie dało się jej niczym naruszyć, a spękania (krakelury) powstały w sposób sztuczny. Wyniki badań poddano ocenie ekspertów brytyjskich: Plenderleiha z British Museum i Rawlinsa z National Gallery. Policja natomiast przeszukała willę Van Meegerena w Nicei, dom w Laren i pracownię w Amsterdamie. Odnaleziono cztery niesprzedane falsyfikaty i inne, niedokończone obrazy. Ostatecznie Meegeren został oskarżony o fałszerstwo, a nie o kolaborację.
W efekcie całej afery, nadszarpnięty został autorytet wielu znawców, którzy wcześniej dzieła uznali za oryginalne. Ci sami eksperci, których Van Meegeren wcześniej oszukał, teraz znaleźli się w dość niezręcznej sytuacji – musieli przed sądem potwierdzać, że płótna są fałszywe. Po ujawnieniu fałszerstw Van Meegeren stanął w obliczu roszczeń ze strony oszukanych nabywców – roszczeń, których wysokość kilkakrotnie przewyższała wartość jego majątku. Co więcej, państwo holenderskie domagało się od niego zwrotu niezapłaconych podatków. Van Meegeren ogłosił bankructwo, a państwo skonfiskowało jego wszystkie dobra.

### Proces i wyrok
Proces, zaplanowany na maj 1946, czyli 10 miesięcy po sensacyjnym wyznaniu, rozpoczął się dopiero w październiku następnego roku. Opinia publiczna widziała w Van Meegerenie bohatera, a wartość jego dzieł nagle skoczyła w górę. Proces, którym interesowały się wszystkie media, był wyjątkowo krótki; w sumie trwał pięć i pół godziny. 29 października 1947 przed sądem w Amsterdamie ustawiła się kolejka chętnych widzów i tłum dziennikarzy z Francji, Wielkiej Brytanii, USA i innych państw. Van Meegeren przybył do sądu pieszo, był elegancki, chętnie rozmawiał z dziennikarzami i pozował do zdjęć. Jego falsyfikaty rozwieszono na ścianach sali sądowej. Na rozprawę stawiły się niemal wszystkie osoby powiązane z działalnością fałszerza: De Wild, Kok, Strijbis, Hannema, Hoogendijk, De Boer, Van Dam, Van der Worm, Van Beuningen, Coremans i członkowie komisji: Altena, Froentjies, Schneider, Rawlins i Plenderleith oraz rodzina oskarżonego – syn Jacques, córka Inez, Jo. Brakowało jedynie Boona, Van Strijvesande’a, Aloisa Miedla (wszyscy trzej zniknęli podczas wojny) oraz zmarłych – Brediusa i Göringa.
Van Meegeren został oskarżony o nielegalne zdobywanie pieniędzy oraz fałszowanie podpisów w celu oszukiwania nabywców. Na pytanie sędziego Bolla, czy czuje się winny, malarz odpowiedział twierdząco. Następnie Coremans za pomocą diapozytywów przedstawił wyniki pracy komisji. Boll przerywał mu od czasu do czasu, by zapytać Van Meegerena, czy zgadza się z przedstawionymi wnioskami. Oskarżony niezmiennie odpowiadał: oczywiście, absolutnie się zgadzam, jak najbardziej itp. Na koniec pochwalił całą pracę komisji. Następnie wysłuchano zeznań świadków i psychiatry Van der Horsta, który określił Van Meegerena jako osobę niezwykle wrażliwą na krytykę, ogarniętą myślą o zemście i niezrównoważoną, choć świadomą swoich czynów. Po raz ostatni zapytany przez sędziego, czy czuje się winny, malarz potwierdził, że czuje się winny i przyznaje się do namalowania sześciu falsyfikatów Vermeera i dwóch de Hoocha. Po zakończeniu całej procedury i wysłuchaniu wszystkich przemów Van Meegeren otrzymał od publiczności owację i opuścił sąd jako bohater.
Wyrok ogłoszono 12 listopada 1947 – Han van Meegeren został uznany za winnego; skazano go na rok więzienia – najlżejszą z przewidzianych kar. Wszystkie falsyfikaty jego autorstwa miały zostać zwrócone ich właścicielom, a obraz Chrystus i jawnogrzesznica z kolekcji Göringa miał stać się własnością państwa holenderskiego. Jezus wśród doktorów oraz inne obrazy zostały zwrócone autorowi, a następnie wystawione na sprzedaż, w celu pokrycia jego długów. Zamiast odwołania adwokat Van Meegerena Heldring złożył do królowej prośbę o ułaskawienie. Zanim jednak doszło do ewentualnego ułaskawienia, 26 listopada malarz znalazł się w szpitalu i zmarł 30 grudnia.

### Dalsze losy falsyfikatów
Mimo wyroku i zakończenia sprawy, nadal wiele osób wątpiło w fałszywość niektórych z obrazów przypisanych Van Meegerenowi. Po śmierci tego ostatniego Daniël George van Beuningen, jedna z głównych ofiar fałszerza, zwrócił się do Boymans Museum – właściciela Uczniów w Emaus z ofertą odkupienia tego obrazu. Zgody ze strony muzeum jednak nie wyrażono. Van Beuningen nigdy nie pogodził się z myślą, że Uczniowie w Emaus i Ostatnia wieczerza, której był właścicielem, nie są prawdziwymi dziełami Vermeera. Finansował badania Jeana Decoena, belgijskiego historyka, także przekonanego o autentyczności tych dwóch płócien, który w 1951 wydał u Ad. Donkera w Rotterdamie broszurę Retour à la vérité. Decoen utrzymywał, że Van Meegeren wykorzystał dwa autentyczne dzieła Vermeera, czyli Uczniów... i Ostatnią wieczerzę, jako źródło inspiracji do stworzenia czterech słabych falsyfikatów (Głowy Chrystusa, Błogosławieństwa Jakuba, Chrystusa i jawnogrzesznicy i Umycia stóp), by następnie ogłosić się autorem wszystkich sześciu.
Zdjęcia rentgenowskie dowiodły, że Ostatnia wieczerza została namalowana na płótnie, na którym pierwotnie przedstawiona była scena polowania, podczas gdy Van Meegeren twierdził, że obraz namalował na płótnie z dwójką dzieci na wózku ciągniętym przez kozę. Coremans w 1948 otrzymał informację od Van Shendela z Rijksmuseum, że w 1940 Meegren nabył w Amsterdamie obraz holenderskiego malarza Hondiusa, przedstawiający polowanie. Otrzymał od niego zdjęcie tego płótna, które porównał ze śladami znalezionymi pod Ostatnią wieczerzą i okazało się, że oba przedstawienia są bardzo podobne. Decoen odparł, że Van Meegeren nabył obraz w 1940, a przecież już w 1939 opisał dokładnie Ostatnią wieczerzę w liście do Boona. Coremans twierdził, że Van Meegeren musiał zatem namalować dwie wersje Ostatniej wieczerzy – jedną na płótnie z polowaniem, drugą na płótnie z dziećmi. Między oboma badaczami wywiązała się zażarta polemika. Coremans zdecydował się przeszukać raz jeszcze willę „Estate” w Nicei. 26 września 1949 odnaleziono w niej ukrytą pierwszą wersję Ostatniej wieczerzy. Decoen uznał ten obraz za wykonany na zamówienie Coremansa, który chciał w ten sposób potwierdzić swoją tezę. Cała sprawa zakończyła się definitywnie, gdy Coremans odnalazł rachunek, z którego wynikało, że w 1938 Van Meegeren kupił w Paryżu obraz Govaerta Flincka, przedstawiający m.in. dzieci na wózku z kozą.
Cała sprawa Van Beuningena, Decoena i Coremansa miała zakończyć się w brukselskim sądzie w czerwcu 1955, jednak Van Beuningen zmarł przed jej rozpoczęciem. Jego spadkobiercy kontynuowali działania Van Beuningena i ostatecznie proces, który miał miejsce siedem lat później, wygrał Coremans, a spadkobiercy Van Beuningena musieli zapłacić mu odszkodowanie i pokryć koszty sądowe.
Natomiast Jezusa wśród doktorów zakupił antykwariusz z Hagi, podczas wyprzedaży dóbr Van Meegerena mającej miejsce po jego skazaniu na pobyt w więzieniu. Następnie obraz trafił do Ernesta Oppenheimera, a ostatecznie znalazł się w jednym z kościołów w Johannesburgu. Chrystusa i jawnogrzesznicę kupił Stichting Nederlands Kunstbezit z Hagi. Uczniowie w Emaus pozostali w Boymans Museum, ale w dziale malarstwa współczesnego.
W styczniu 1951 syn Van Meegerena, Jacques, podczas konferencji prasowej w Paryżu ogłosił, że jego ojciec jest także autorem innych obrazów: Uśmiechniętego mężczyzny Fransa Halsa (kolekcja Cornelisa Hofstede de Groota), Dziewczyny z fletem Vermeera (National Gallery of Art w Waszyngtonie), Głowy młodej dziewczyny Vermeera (Mauritshuis) i Młodej kobiety z fujarką (Musée des Beaux-Arts w Lille). Wobec braku dowodów oświadczenie to nie zostało uznane za wiarygodne.
W 1968 Keisch pobrał próbki z sześciu obrazów Van Meegerena i oznaczył ich naturalne stężenie radu i polonu. Z badania tego wynikło, że dzieła mogły zostać namalowane dopiero w XX wieku.

### Lista falsyfikatów[a]
| Tytuł                                                  | Fałszowany malarz | Datowanie     | Obecna lokalizacja      | Ilustracja          | Uwagi |
| ------------------------------------------------------ | ----------------- | ------------- | ----------------------- | ------------------- | --- |
| Mężczyzna i kobieta przy szpinecie                     | Vermeer           | ?             |                         |                     | Dzieło opisane przez Brediusa w artykule An unpublished Vermeer w „Burlington Magasine” z 1932 roku jako nowe dzieło Vermeera. Nie było brane pod uwagę podczas procesu Van Meegerena z 1947 roku, nie badała go też komisja Coremansa. |
| Kobieta czytająca nuty                                 | Vermeer           | ok. 1935–1936 | Rijksmuseum             |                     | Niesprzedane, znalezione podczas przeszukiwania posiadłości Van Meegerena na potrzeby procesu. |
| Muzykująca kobieta                                     | Vermeer           | ok. 1935–1936 | Rijksmuseum             |                     | Niesprzedane, znalezione podczas przeszukiwania posiadłości Van Meegerena na potrzeby procesu. |
| Uczniowie w Emaus (Chrystus w Emaus)                   | Vermeer           | ok. 1936–1937 |                         |                     | Zakupione w 1938 dla Boymans Museum |
| Głowa Chrystusa                                        | Vermeer           | ok. 1940–1941 |                         |                     | Sprzedane Van Beuningenowi. |
| Ostatnia wieczerza                                     | Vermeer           |               |                         | wersja I, wersja II | Dzieło wykonane w 2 wersjach: I znaleziona w 1949 w willi w Nicei, II sprzedana Van Beuningenowi |
| Błogosławieństwo Jakuba (Izaak błogosławiący Jakuba)   | Vermeer           | ok. 1941–1942 |                         |                     | Sprzedane van der Vormowi. |
| Chrystus i jawnogrzesznica                             | Vermeer           | ok. 1941–1942 |                         |                     | Sprzedane Göringowi, po wyroku w 1947 przeszło na własność państwa holenderskiego, zakupione przez Stichting Nederlands Kunstbezit w Hadze                                                                                              |
| Umycie stóp                                            | Vermeer           | ok. 1941–1942 | Rijksmuseum             |                     | Sprzedane holenderskiemu rządowi. |
| Jezus wśród doktorów (Młody Chrystus, Uczeni w Piśmie) | Vermeer           | 1945          | Kościół w Johannesburgu |                     | Obraz namalowany podczas procesu |
| Grający w karty                                        | de Hooch          | ok. 1938–1939 |                         |                     | Sprzedane Van der Vormowi. |
| Wnętrze z pijącymi                                     | de Hooch          | ok. 1938–1939 |                         |                     | Sprzedane Van Beuningenowi |
| Portret mężczyzny                                      | ter Borch         | ok. 1935–1936 | Rijksmuseum             |                     | Niesprzedane |
| Pijąca kobieta                                         | Hals              | ok. 1935–1936 | Rijksmuseum             |                     | Niesprzedane |